# Outlast 2
Outlast 2 (stilizzato OU⸸LASTII) è un videogioco survival horror del 2017, sviluppato e pubblicato da Red Barrels. Il videogioco è stato pubblicato il 25 aprile 2017 per Microsoft Windows, Playstation 4 e Xbox One.
Sequel del videogioco Outlast del 2013, Outlast 2 presenta il giornalista Blake Langermann, insieme a sua moglie Lynn, che vagano nel deserto dell'Arizona per esplorare l'omicidio di una donna incinta nota semplicemente come Jane Doe. Blake e Lynn si separano dopo un incidente in elicottero e Blake deve trovare sua moglie mentre viaggia attraverso un villaggio abitato da una setta squilibrata che crede che la fine del mondo sia vicina.
Il 27 marzo 2018, Red Barrels ha reso disponibile il videogioco sul Nintendo eShop di Nintendo Switch.
Outlast 2 ha ricevuto un'accoglienza generalmente favorevole al momento della pubblicazione, con elogi per la grafica, il design del suono e l'atmosfera. Le critiche erano riservate prevalentemente al design del gameplay e alla difficoltà percepita.

## Sviluppo
Dopo il successo di Outlast, Red Barrels ha confermato lo sviluppo di Outlast 2 il 23 ottobre 2014. Secondo Philippe Morin il nuovo titolo avrebbe presentato personaggi e ambientazioni differenti rispetto al primo capitolo. Il cofondatore, durante un'intervista con Bloody Disgusting, ha dichiarato di voler migliorare i lavori di sviluppo, pur mantenendo lo stesso approccio utilizzato in Outlast. Ha dichiarato inoltre che i lavori di sviluppo sarebbero durati molto tempo in quanto il loro team è formato da sole 12 persone.
Il 28 ottobre dello stesso anno, Red Barrels ha pubblicato un post su entrambi gli account Facebook e Twitter, presentando due differenti immagini con le scritte "Classified" e "Tomorrow". Il giorno successivo è stato pubblicato il trailer di Outlast 2 sul loro account Youtube.
Il 6 gennaio 2016, il team di sviluppo ha pubblicato su Twitter un'immagine del gioco con la dicitura "Uno dei più raccapriccianti giochi in uscita nel 2016". Il 26 gennaio, Red Barrels ha reso nota di un possibile lancio simultaneo con disponibilità di pre-ordine. Il 5 febbraio, durante un'intervista con Indie Games Level Up!, Morin ha rivelato che il videogioco si sarebbe basato sul tema dei culti religiosi e, più precisamente, con il suicidio di massa a Jonestown del 1978 in cui morirono circa 913 persone, affermando inoltre che il team ha studiato l'evento storico cercando di prenderne ispirazione per il nuovo capitolo.
Il 4 aprile 2016, Red Barrels ha pubblicato un secondo video dal titolo "Jude 1:14-15". Nel video vengono mostrate delle nuvole in movimento e una croce di San Pietro, come nel primo teaser, con la registrazione di un uomo che però risulta incomprensibile. Se il video viene riprodotto al contrario il discorso diviene comprensibile, rivelando un'introduzione della trama del videogioco. La voce ha inoltre annunciato che il 22 aprile 2016 ci sarebbe stata "la resa dei conti".
Il 23 aprile 2016 (il giorno successivo rispetto a quello rivelato nel teaser) è stata rivelata e pubblicata la demo del videogioco durante il gaming festival PAX East 2016 a Boston, insieme ad alcuni dettagli sulla trama e sulle ambientazioni presenti nel videogioco. Viene quindi confermato il passaggio da un ambiente di giochi chiuso caratterizzato dal manicomio presente nel primo capitolo, ad uno molto più aperto, formato da oscuri villaggi e ampi campi di grano. Ritorna inoltre la possibilità di utilizzare la videocamera come strumento per la visione notturna. La demo di Outlast è stata presentata anche il 15 giugno durante l'E3 2016. Il 26 agosto, Samuel Laflamme, il compositore originale di Outlast, ha annunciato il suo ritorno per comporre la colonna sonora del videogioco, rivelando la possibilità di uscita di un'ulteriore teaser.

## Trama
Blake Langermann, cameraman professionista, è in viaggio verso un misterioso villaggio situato tra i canyon dell'Arizona per investigare sulla morte in ospedale di una donna incinta. Blake e sua moglie Lynn raggiungono il luogo del ritrovamento della donna in elicottero. Dopo un accecante lampo di luce e un assordante rombo, l'elicottero va in panne e precipita. Blake si riprende accanto alla carcassa dell'elicottero precipitato e poco lontano scopre il cadavere scuoiato del pilota.
Lynn, invece, risulta sparita, così Blake si mette alla sua ricerca ed arriva a Temple Gate, un villaggio abitato da folli adepti di una setta cristiana fanatica, sono preda di terribili istinti sessuali e omicidi e ovunque ci sono sangue e cadaveri di uomini e animali macellati, soprattutto di bambini infanti.
Durante il suo percorso attraverso la vallata intervallato dallo stesso fascio di luce e suono che hanno abbattuto l'elicottero, Blake ha delle allucinazioni attinenti a un episodio della sua infanzia, quando lui, Lynn e una loro amica, Jessica Grey, erano alunni di una scuola cattolica. In esse Blake si trova costretto ad attraversare la spettrale scuola di notte, inseguendo il fantasma di Jessica e inseguito a sua volta da un mostro con una abnorme lingua.Più avanti nel gioco si scoprirà alla fine che quest'ultimo è una rappresentazione contorta dell'insegnante di Blake, Padre Loutermilch, che molestava Jessica, ne provocò la morte allorché lei, cercando di sfuggirgli, cadde giù per una scalinata morendo sul colpo, e infine ne inscenò il suicidio e obbligò Blake a tacere sull'accaduto.
Blake raggiunge la sede del leader di Temple Gate, la chiesa di "Papa" Sullivan Knoth, chiamato il "nuovo Ezechiele". È costui che ha sequestrato Lynn, e ora è intenzionato a ucciderla, dopo averla torturata e forse violentata. Blake trova la moglie e fugge con lei, scoprendo da un altoparlante che Knoth dichiara che la donna è incinta e porta in grembo l'Anticristo e pertanto va uccisa. Una fazione che si oppone ai credenti di Temple Gate fa il suo ingresso: gli Eretici, guidati da un tale di nome Val, che si oppone a Knoth e dichiara di voler assicurare la venuta al mondo del bambino, portando via Lynn.
Blake ottiene un aiuto da parte di Ethan, un uomo di Temple Gate che ha dei rimorsi per la brutalità della setta. Egli, che si scopre essere il padre della donna su cui i Langermann stavano indagando, offre a Blake rifugio e spiega della setta: Knoth, convinto di avere il permesso da Dio, può copulare con ogni donna ma deve assicurarsi che non abbia progenie in quanto da lui dovrebbe nascere l'Anticristo, così ogni donna da lui violentata viene uccisa, motivo per cui sua figlia fuggì via. Poco dopo, Ethan è raggiunto e ucciso dalla fedele seguace di Knoth, Marta, una donna alta e armata di piccozza-croce che inseguirà Blake per buona parte del gioco.
In una cappella, Blake assiste a come Knoth e i suoi torturino la moglie di un certo Josiah, traditore della setta, per farsi rivelare da lui dove Val e gli eretici abbiano portato Lynn. L'uomo svela l'ubicazione: le miniere, prima che lui e la moglie vengano uccisi. Blake quindi parte per raggiungere le miniere, sempre braccato dai discepoli di Knoth. Tentando di raggiungere l'ingresso principale delle miniere attraverso un ponte minerario in pessime condizioni, uno sciame di locuste sbucato all'improvviso gli fa perdere l'equilibrio facendolo precipitare in una sorta di lazzaretto, dove vengono segregati i malati di Temple Gate. Il luogo è custodito e comandato da un discepolo di Knoth di nome Laird Byron, un grottesco nano. Laird dichiara di riconoscere in Blake il loro Messia, sicché lo fa crocifiggere e poi, riuscendo il cameraman a sopravvivere, seppellire vivo, per permettergli di "risorgere". Ma Blake riesce a sfuggire ancora, e nell'inseguimento sono Laird e il suo braccio destro Nick a perdere la vita, precipitando da un dirupo.
Giunto in prossimità delle miniere, Blake assiste ad una pioggia di sangue, le sue allucinazioni sulla scuola intanto si fanno sempre più frequenti e intense, arrivando a confondere sua moglie Lynn con Jessica. Al covo degli eretici, l'uomo rintraccia Lynn, gravida, nel loro tempio sotterraneo. Poco dopo i discepoli di Knoth attaccano e sterminano gli eretici, e i coniugi Langermann ne approfittano per tentare la fuga. Il villaggio, frattanto, viene devastato da una tempesta, durante la quale anche Marta rimane uccisa, abbattuta da una croce metallica gettata giù dal tetto di una cappella da un fulmine. Lynn intanto partorisce una bambina, e muore subito dopo, dichiarando con il suo ultimo respiro di non vedere alcun bambino nelle braccia del marito.
Blake si ritrova faccia a faccia con Knoth, che dichiara di non poter far più nulla, ora che l'anticristo è venuto sulla terra, spiega quindi di aver dovuto uccidere i suoi discepoli e incoraggia Blake a tentar di eliminare la neonata, quindi si suicida. Il cameraman esce allo scoperto e si ritrova davanti lo scenario di una Temple Gate spopolata, con tutti i restanti abitanti sparsi per terra morti avvelenati. Improvvisamente, l'uomo vede il sole esplodere e sviene, subendo un'ultima allucinazione su Jessica.

### Epilogo
Nei fumetti viene data una spiegazione dettagliata degli eventi: Temple Gate è eretta vicino ad uno stabilimento segreto della Murkoff. Il lampo di luce accecante e il suono provengono da una torre che altri non è se non una versione rinnovata del Motore Morfogenico: gli abitanti di Temple Gate e i Langermann sono inconsapevoli Mutati, vittime del Motore e delle sue radiazioni, che provocano in loro diverse allucinazioni, nel caso di Blake, la scuola, la pioggia di sangue e anche la gravidanza della moglie. Come già svelato nella storia di Trager, uno degli effetti del Motore Morfogenico è la gravidanza fantasma: la donna ha gli stessi sintomi di una gravidanza ma non ha in grembo alcun bambino, tuttavia, le allucinazioni provocate dal Motore portano tutti a credere dell'esistenza del bambino (infatti Lynn non riesce a vedere la bambina partorita perché è stata esposta di meno al Motore, rispetto agli altri). Infine, l'esplosione che Blake vede a fine gioco è l'esplosione della torre Murkoff provocata dal Walrider in lontananza: ora braccato dagli agenti Murkoff perché intenzionati a coprire le loro tracce circa i loro illegali esperimenti (motivo per cui hanno ucciso la figlia di Ethan, in quanto affetta dalle radiazioni del loro Motore Morfogenico), il Walrider (ora ospite in uno sciame di formiche, le "locuste" che hanno spinto Blake nel lazzaretto), è intenzionato a distruggere tutto della Murkoff. Nelle ultime pagine, la Murkoff trova uno svenuto Blake e lo fanno internare in una delle loro strutture.

## Personaggi

### Umani
- Blake Langermann: il protagonista, nei panni del quale il giocatore affronta l'avventura attraverso Temple Gate. È un cameraman, che lavora in coppia con sua moglie Lynn, venuto in Arizona per indagare sulla misteriosa morte di una donna incinta non identificata. Lui e Lynn erano compagni di classe nella scuola cattolica di St. Sybil, che frequentavano da ragazzini assieme ad una loro amica (Jessica, primo amore di Blake), tragicamente morta a soli 9/10 anni, esperienza che l'uomo continua a rivivere in allucinazioni che sovente lo tormentano. Prossimi alla destinazione, l'elicottero su cui i due giornalisti viaggiavano precipita, e quando riprende i sensi Blake scopre che il pilota è stato assassinato e sua moglie rapita da una sinistra setta di fanatici cristiani. Il suo obiettivo sarà di rintracciarla e sfuggire con lei da quel luogo infernale. Similmente a Miles Upshur, il protagonista di Outlast, Blake è un giornalista free-lance armato solo di videocamera, che dinanzi ai vari terrificanti nemici in cui si imbatterà, non potrà combattere, solo correre e nascondersi.
- Lynn Langermann: è la moglie di Blake, una giovane donna di 27-28 anni, che dopo lo schianto dell'elicottero viene rapita dai fanatici discepoli di "papa" Knoth e probabilmente da questi stuprata. Si scoprirà incinta (ma il marito negherà di aver avuto rapporti sessuali con lei negli ultimi mesi), al che finisce al centro della faida tra i seguaci di Knoth e gli "eretici" guidati da Val: i primi la vogliono uccidere prima che possa partorire l'anticristo, i secondi la vogliono proteggere affinché possa farlo. Muore alla fine del gioco dopo aver partorito la bambina.
- Jessica Gray: era una compagna di classe di Blake e Lynn, quando questi frequentavano la scuola cattolica di St. Sybil, e apparentemente è morta suicida quando aveva circa 9/10 anni. Nelle allucinazioni che tormentano a più riprese Blake nel corso della partita, si rivela però che in verità il suo suicidio è stato inscenato da padre Loutermilch, il suo insegnante, che la molestava, e che lei, tentando di scappare da lui, cadde dalle scale, rompendosi il collo, e morendo sul colpo. Blake era innamorato di Jessica, e si sente ancora in colpa per non essere riuscito ad aiutarla, e per aver taciuto in seguito sulle circostanze della sua fine, ed è per questo che viene ripetutamente tormentato da incubi in cui appare il fantasma della ragazzina.
- Padre Loutermilch: è un prete e docente della scuola St. Sybil che Blake, Lynn e Jessica frequentavano da ragazzini, caratterizzato da una voglia rossa sulla fronte. È un pedofilo che in passato tentò di mettere le mani su Jessica, la quale, cercando di sfuggirgli, cadde dalle scale e morì, evento che però Loutermilch riuscì a far passare per un suicidio. Più avanti nel gioco durante le allucinazioni, Blake inizierà a vedere Loutermilch con le sembianze di un demone con mille braccia e una lunga lingua, al cui approssimarsi si aprono delle sinistre ferite e venature nelle pareti.

### Cristiani ed Eretici
Similmente ai Mutati di Outlast sono vittime degli esperimenti della Murkoff, dopo il rilascio di radiazioni da un loro laboratorio abbandonato, che li hanno trasformati in mostri disumani e sanguinari, sono gli antagonisti del gioco dai quali Blake deve scappare. Entrambi erano originariamente discepoli della setta cristiana di "papa" Knoth, finché i secondi, sotto la guida di Val, l'hanno abbandonata e vengono per questo da essa combattuti, finché nel corso della partita non li si vede scovati nel loro covo dai discepoli di Knoth e sterminati. I Cristiani solitamente vestono come contadini e sono armati di torce elettriche e machete, e hanno spesso il corpo deturpato da malattie e violenze. Gli Eretici celebrano nel loro nascondiglio sotterraneo violente orge, in cui si ricoprono i corpi nudi di fango e indossano maschere e corone di rami, e anch'essi sono spesso armati.
- Marta: è una donna, che seppur non più giovane, è alta, agile e forte, che gira incappucciata, scalza e armata di piccozza, rassomigliando alla raffigurazione della Morte. È follemente devota a "papa" Knoth, del quale è stata amica d'infanzia e amante, e per questo è stata da lui nominata guardiana di Temple Gate. Muore durante la tempesta, venendo impalata da una croce.
- Papa Sullivan Knoth: un fanatico cristiano e profeta di una sua personale interpretazione del Vangelo, si definisce il "nuovo Ezechiele" ed è il capo della comunità religiosa di Temple Gate, la quale a suo dire è situata sulla bocca dell'inferno. Violenta diverse donne del villaggio, ma al contempo proclama che si debba sterminarle quando rimangano incinte, per impedire la venuta al mondo dell'anticristo. È lui il principale animatore delle efferate violenze che si consumano a Temple Gate e di cui Blake sarà testimone (e vittima). Muore nella cappella, sgozzandosi la gola con un coltello.
- Ethan: è un discepolo di Temple Gate, che però si è rifiutato di uccidere sua figlia Anna Lee, dopo che "papa" Knoth l'ha violentata e ingravidata a soli 15 anni. Questa Anna Lee è la Jane Doe sulla cui misteriosa morte in ospedale i coniugi Langermann sono venuti ad indagare. Ethan si mostra amico verso Blake, che invece il resto della setta vuole morto, e lo protegge, fatto che gli costerà la vita ad opera di Marta.
- Josiah: come Ethan, è un discepolo di Temple Gate che però si è staccato dai folli dettami di "papa" Knoth e parteggia invece per gli "eretici" di Val, quando questi si impadroniscono di Lynn Langermann. Catturato dai seguaci di Knoth, viene torturato, accecato e sul suo petto viene incisa la parola "Giuda". Quando poi sente Knoth che fa torturare similmente sua moglie Mary, Josiah si arrende e rivela dove Val ha fatto portare la presunta madre dell'anticristo. A quel punto Knoth fa uccidere sia lui che Mary.
- Laird Byron e Nick Tremblay: due discepoli di Knoth, reclusi assieme agli ammalati (prevalentemente di sifilide e gonorrea) della comunità in una sorta di campo-lazzaretto, di cui Laird è il capo. Laird è un nano probabilmente incapace di camminare, che sta sulle spalle di Nick, un grosso gobbo, muto ed ottimo arciere. Quando catturano Blake, Laird crede di riconoscere in lui il Messia e nella sua videocamera il Vangelo, per cui decide che l'uomo debba essere crocifisso, per permettergli di risuscitare e ascendere. Muoiono mentre cercano di inseguire ed uccidere Blake, entrati dentro una capanna abbandonata (dove Blake si sta calando in basso), i pazienti malati li spingono erroneamente e cadono nel dirupo sfondando il tetto di una casa e morendo sul colpo.
- Val: un tempo confidente di "papa" Knoth e membro di spicco della sua setta, ad un certo punto ella ha deciso di staccarsene con un gruppo di seguaci, che per il resto della setta sono diventati "eretici", e fra le due fazioni è scoppiata una sanguinosa faida. Se Knoth quindi violenta le donne della comunità e fa uccidere quelle incinte sostenendo che potrebbero partorire l'anticristo, scopo dichiarato degli eretici è proprio quello di permettere che ciò accada. È proprio per sottrarla ai discepoli di Knoth, che la donna fa rapire Lynn Langermann, che si dice essere incinta, e portare nel suo covo nelle miniere. Anche il culto satanico propugnato da Val è particolarmente violento e celebra orge sfrenate, e lei stessa, quando incontra per la prima volta Blake, profitta per provocarlo sessualmente.

## Curiosità e riferimenti
- La sequenza in cui il protagonista Blake Langermann attraversa il fiume a bordo di una canoa, per raggiungere le miniere, dimora degli Eretici, rimanda al libro Cuore di tenebra di Joseph Conrad. In primis c'è somiglianza tra la traversata in barca di Blake lungo un fiume tanto "oscuro" e la traversata del marinaio Marlow, protagonista e narratore del romanzo, che risale un fiume nel cuore dell'Africa a bordo di un battello. Inoltre, a un certo punto della sua traversata in canoa, Blake osserva alcune delle orride uccisioni degli Eretici e commenta: "Killed as a warning. Or a Welcome" ("Uccisi come avvertimento. O un benvenuto"). Ciò rimanda a una delle riflessioni del marinaio Marlow riguardo alla vastità della misteriosa Africa esplorata: "Mi chiesi se l’impassibilità del volto dell’immensità che ci guardava fosse da intendere come un invito o come una minaccia. Cosa eravamo noi che ci eravamo smarriti laggiù? Avremmo potuto dominare quella cosa muta o lei avrebbe dominato noi?".[23]